# Dekanat Gródek (diecezja białostocko-gdańska)
Dekanat Gródek – jeden z 5 dekanatów diecezji białostocko-gdańskiej Polskiego Autokefalicznego Kościoła Prawosławnego. Siedzibą dekanatu jest Michałowo.

## Parafie
W skład dekanatu wchodzi 8 parafii:
- parafia Narodzenia Najświętszej Marii Panny w Gródku
  - cerkiew Narodzenia Najświętszej Marii Panny w Gródku
  - kaplica Opieki Matki Bożej w Gródku
- parafia Podwyższenia Krzyża Świętego w Jałówce
  - cerkiew Podwyższenia Krzyża Świętego w Jałówce
  - kaplica Świętych Równych Apostołom Konstantyna i Heleny w Jałówce
  - kaplica św. Mikołaja w Bachurach
- parafia Narodzenia Najświętszej Maryi Panny w Juszkowym Grodzie
  - cerkiew Narodzenia Najświętszej Maryi Panny w Juszkowym Grodzie
- parafia św. Anny w Królowym Moście
  - cerkiew św. Anny w Królowym Moście
- parafia św. Mikołaja w Michałowie
  - cerkiew św. Mikołaja w Michałowie
- parafia św. Apostoła Jana Teologa w Mostowlanach
  - cerkiew św. Apostoła Jana Teologa w Mostowlanach
  - cerkiew Zmartwychwstania Pańskiego w Bobrownikach
  - kaplica Świętych Kosmy i Damiana w Mostowlanach
- parafia Narodzenia św. Jana Chrzciciela w Nowej Woli
  - cerkiew Narodzenia św. Jana Chrzciciela w Nowej Woli
  - kaplica Zaśnięcia Przenajświętszej Bogurodzicy w Nowej Woli
- parafia Przemienienia Pańskiego w Topolanach
  - cerkiew Przemienienia Pańskiego w Topolanach
  - cerkiew Podwyższenia Krzyża Świętego w uroczysku Piatienka
  - kaplica św. Paraskiewy w uroczysku Piatienka
  - kaplica św. Anny w Potoce[1]